# Tier-Sprechschule ASRA
Tier-Sprechschule ASRA was een school in de nazitijd, waar honden geleerd werd te communiceren met hun bazen. Uiteindelijk was het de bedoeling, dat de dieren gingen samenwerken met de SS en bijvoorbeeld kampen gingen bewaken. De school was gevestigd in Leutenburg, in de buurt van Hannover, en was actief tot in de oorlogsjaren.
Volgens onderzoeker Jan Bondeson van de Cardiff-universiteit werd er ook daadwerkelijk enig succes geboekt: sommige honden konden woorden 'uitspreken' door met hun poot te tappen, waarbij elke letter stond voor een aantal tappen. Een hond gaf door het aantal blaffen te kennen dat hij op Paul von Hindenburg zou stemmen. Andere honden konden volgens hem de menselijke stem imiteren. Zo blafte één hond bijvoorbeeld in het Duits: "Honger! Geef me koekjes". Er zijn geen bewijzen, dat de SS met 'sprekende' honden heeft samengewerkt.